# Polymixis asphodelioides
Polymixis asphodelioides är en fjärilsart som beskrevs av Turati. Polymixis asphodelioides ingår i släktet Polymixis och familjen nattflyn. Inga underarter finns listade i Catalogue of Life.